# Habitat sur Mars
Pour les articles homonymes, voir Habitat et Mars.
La possibilité d'habitats humains sur Mars est étudiée par divers projets,.

## Histoire
L'étude de ce type d'habitations sur Mars (à 225 millions de km en moyenne, contre environ 400 000 km pour la Lune, soit environ 3 à 5 mois de voyage à 100 000 km/h) implique de recréer un environnement terrestre artificiel autonome sur Mars pour la vie humaine, ou naturel par terraformation de Mars.

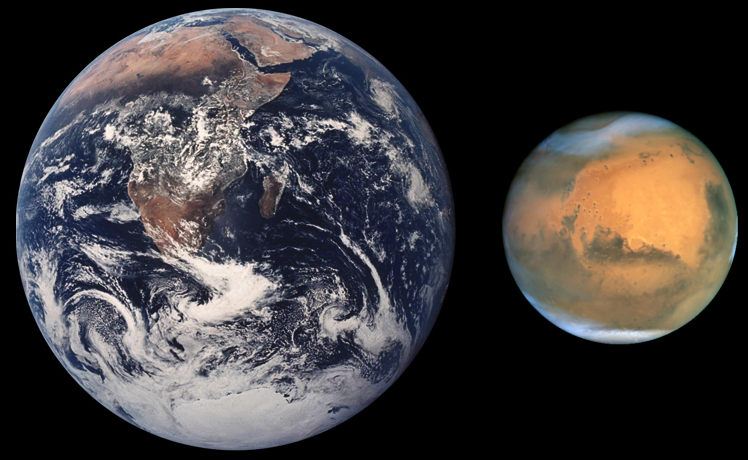
La Terre et Mars à la même échelle.

Les conditions de vie extraterrestre sur Mars doivent palier, entre autres, à l'absence d'écosystème, de végétation (plantes dans l'espace), de nourriture (agriculture martienne, élevage, nourriture spatiale...), d'énergie (énergie solaire, énergie nucléaire, carburant...), de télécommunications (satellite de télécommunications), de soins de santé (médecine spatiale, robot médical...)...

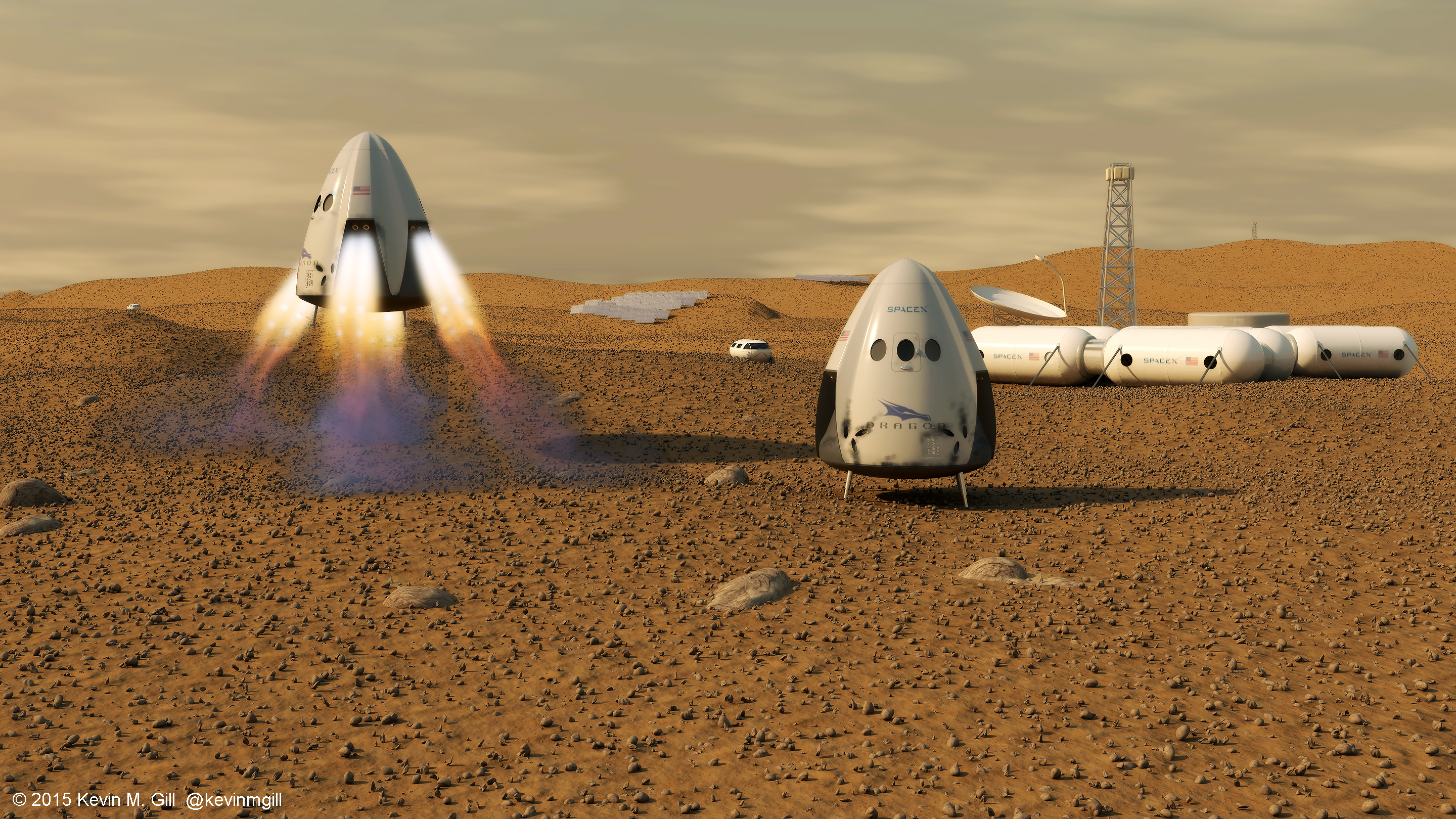
Représentation artistique de SpaceX Dragon du SpaceX Mars program d'Elon Musk.

La vie sur Mars doit également s'adapter aux faibles niveaux d'atmosphère, d'oxygène, d'air et d'eau, à basse pression atmosphérique (0,6 kPa de moyenne), à la faible gravité, aux variations extrêmes de température et de froid du climat de Mars (de 20 °C à −70 °C ou −125 °C, avec une moyenne d’environ −55 °C), au rayonnement cosmique au de flux de rayons ultraviolets et rayons X intenses, aux taux de radioactivité élevés, aux tempêtes solaires, aux tempêtes de poussières violentes, et aux impacts cosmiques de météorites,,,,,...

## Matériaux
Les matériaux de constructions d'habitations et de biens utiles devront être extraits et produits in situ (sur place) ou transportés depuis la Terre par fusée,, telle que la fusée Starship Cargo du SpaceX Mars program (en) de SpaceX, du projet de colonisation de Mars d'Elon Musk, qui prévoit d'envoyer de nombreuses fusées sur Mars avec près de 100 tonnes de chargement par fusée,,.

Quelques représentations artistiques futuristes imaginaires d'habitations sur Mars.
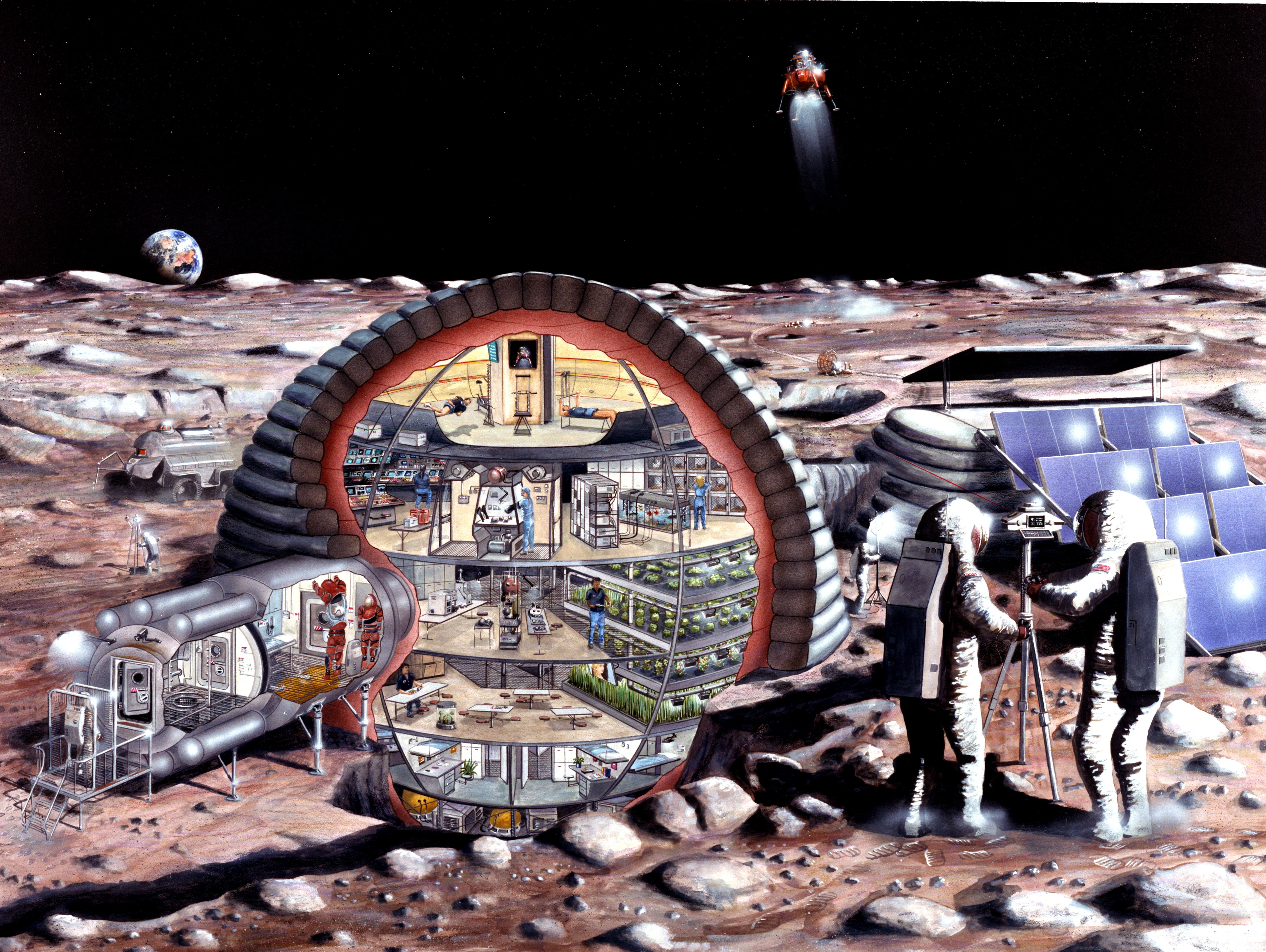
Module gonflable de base lunaire.
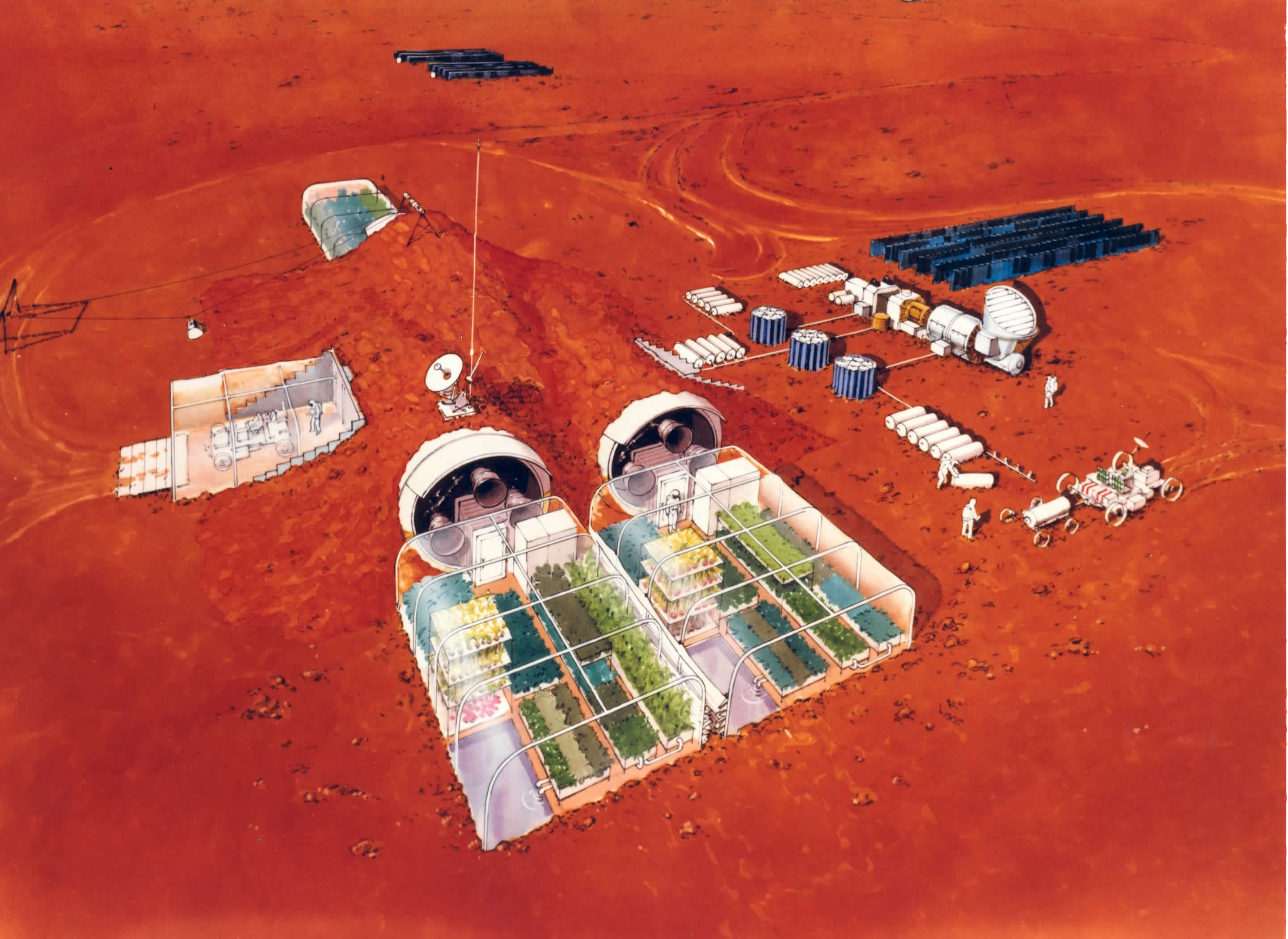
Agriculture martienne.
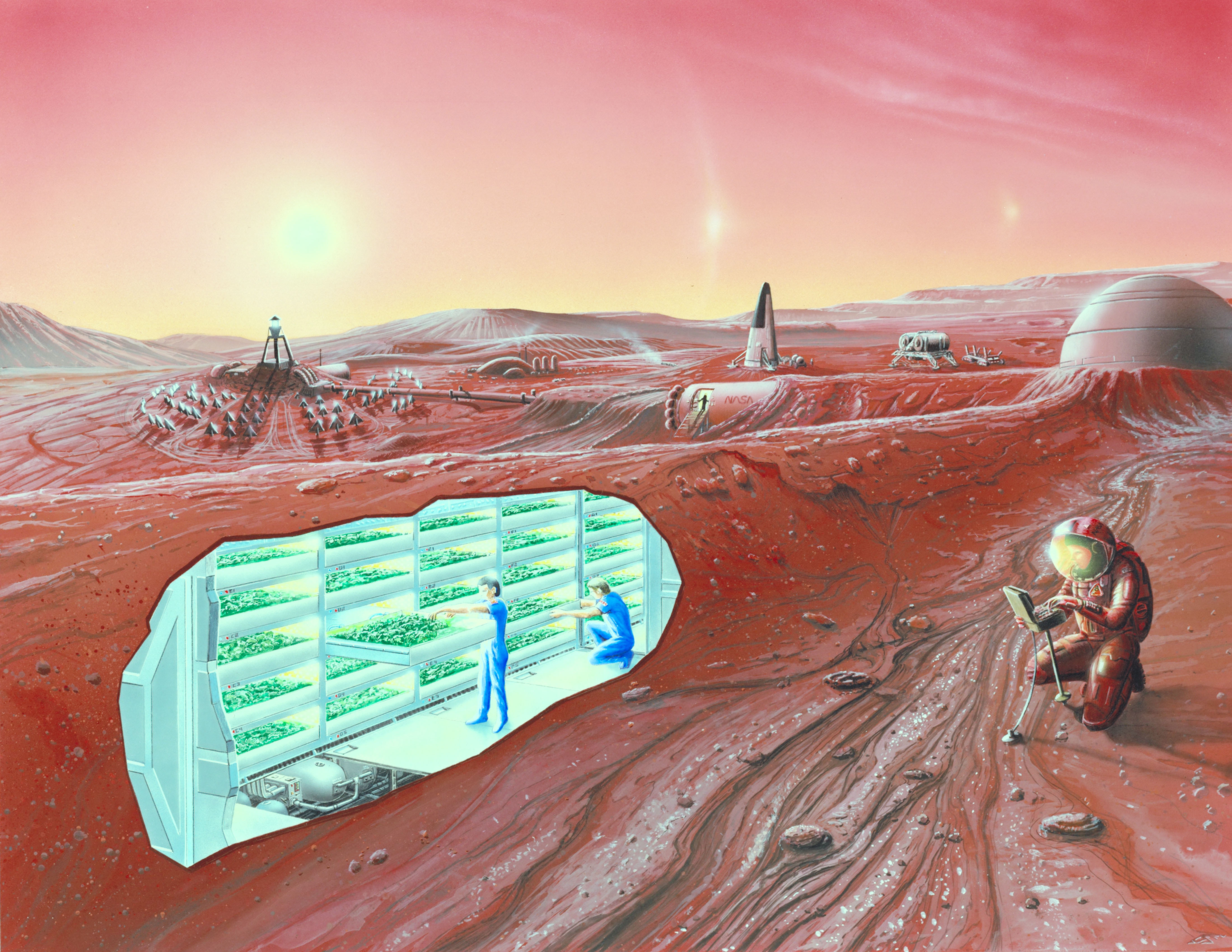
Installation sur Mars de la NASA
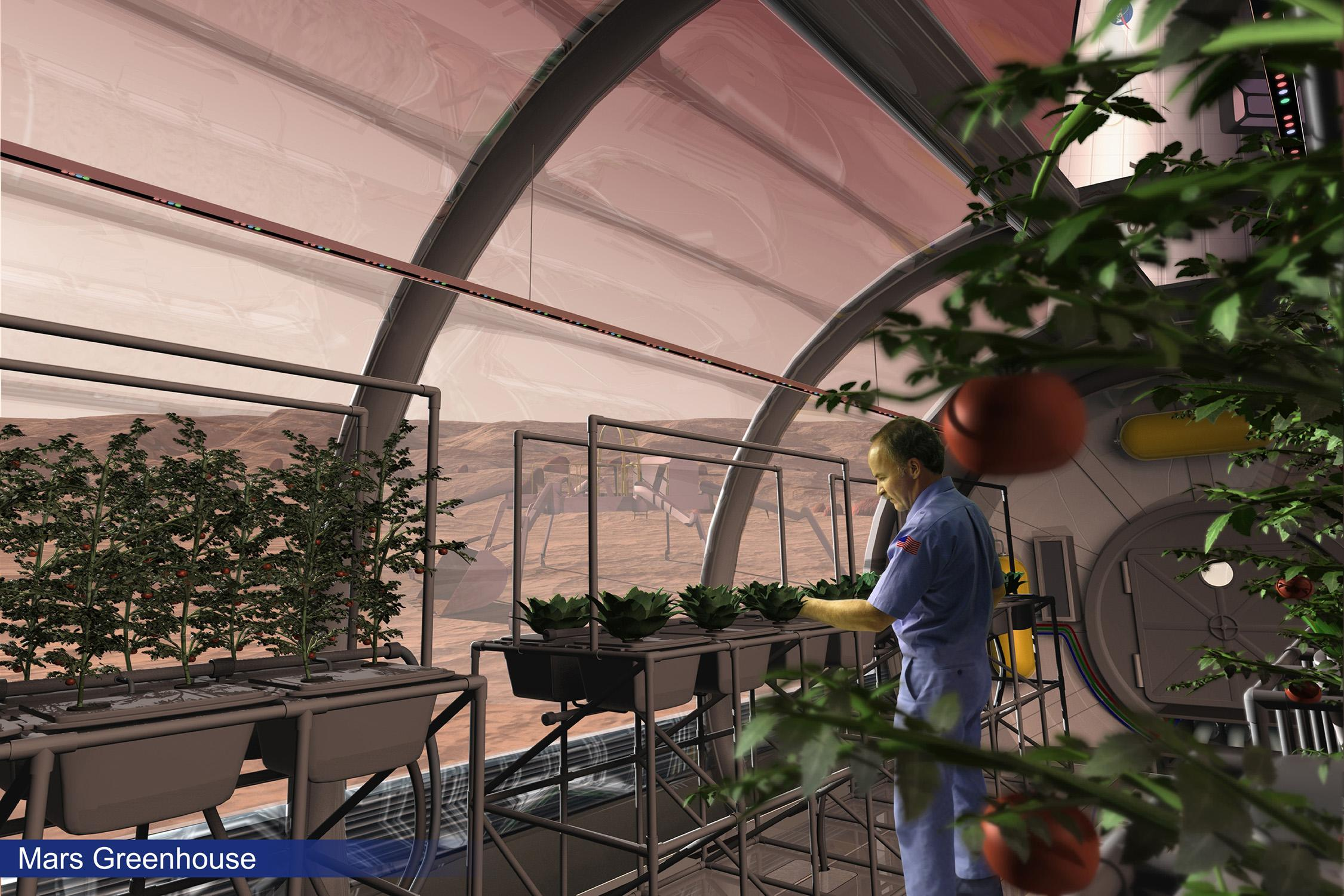
Agriculture martienne aéroponique de la NASA.

## Quelques lieux d'études d'habitats sur Mars

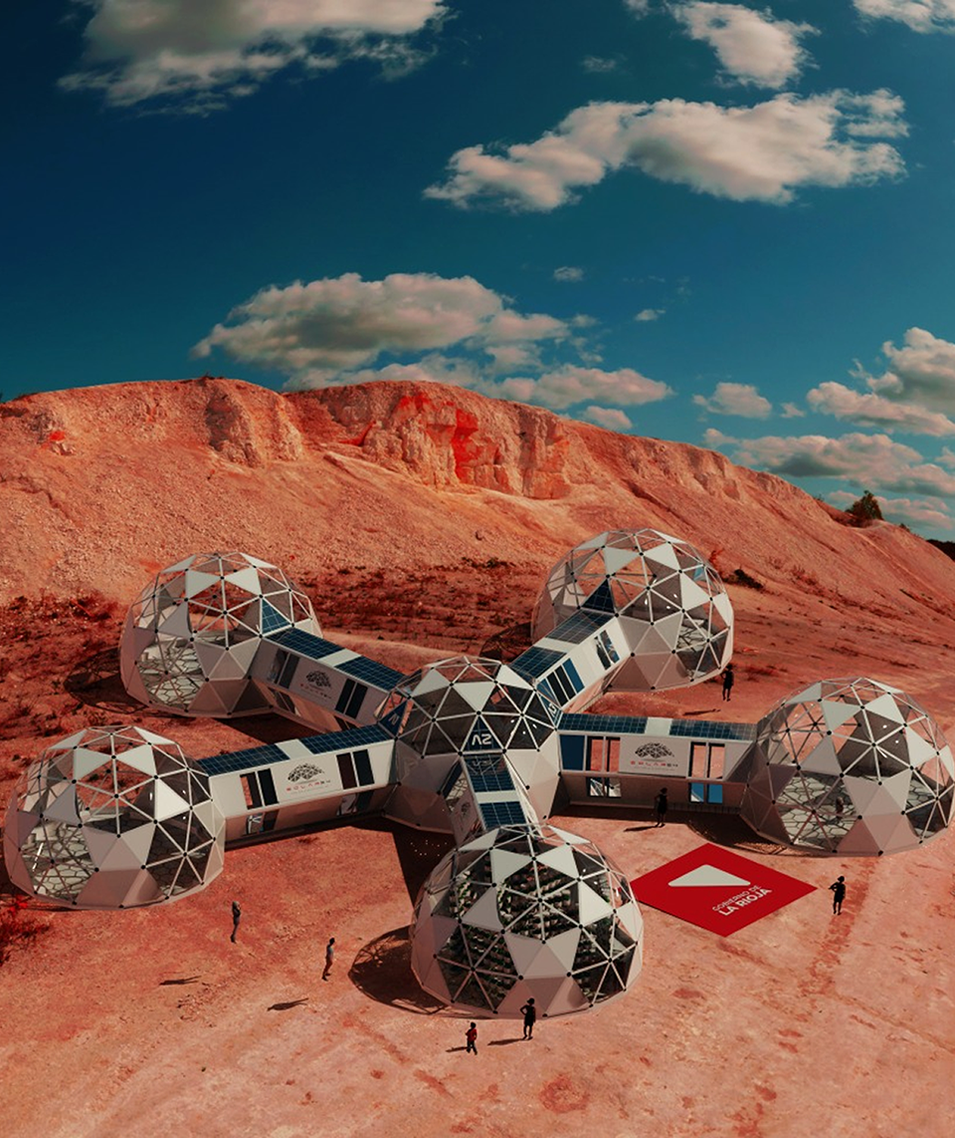
Base Solar54 pour Mars, de La Rioja en Argentine.

- 1991 : Biosphère II, habitat spatial analogue à la Terre, pour simuler la vie sur Mars en boucle fermée.
- 1998 : Mars Society, organisation internationale pour l'exploration et colonisation de Mars.
- 1998 : Station spatiale internationale (ISS), étude de vie dans l'espace.
- 2002 : ESO Hotel du Chili, centre de simulation de vie sur Mars.
- 2005 : MarsDrive, fondation internationale pour la colonisation et l'exploration de l'espace.
- 2009 : Mars500, programme expérimental russe simulant sur Terre les conditions rencontrées par un équipage lors d'une mission aller et retour vers la planète Mars.
- 2011 : Mars One, projet d'installation d'une colonie humaine sur Mars dès 2032.
- 2013 : HI-SEAS d'Hawaï, de la NASA, centre de simulation de vie sur Mars.
- 2018 : Mars Science City de Dubaï, projet de colonie martienne « Mars 2117 » d’ici un siècle[16],[17].
- 2018 : Amazon Spheres, de Seattle, jardin botanique géant sous dômes géodésiques de Jeff Bezos.
- 2022 : Solar54 de La Rioja en Argentine, base de simulation de vie sur Mars[18].
- 2023 : Starship (fusée) du SpaceX Mars program (en) de SpaceX, du projet de colonisation de Mars d'Elon Musk.

Quelques lieux d'études d'habitats sur Mars
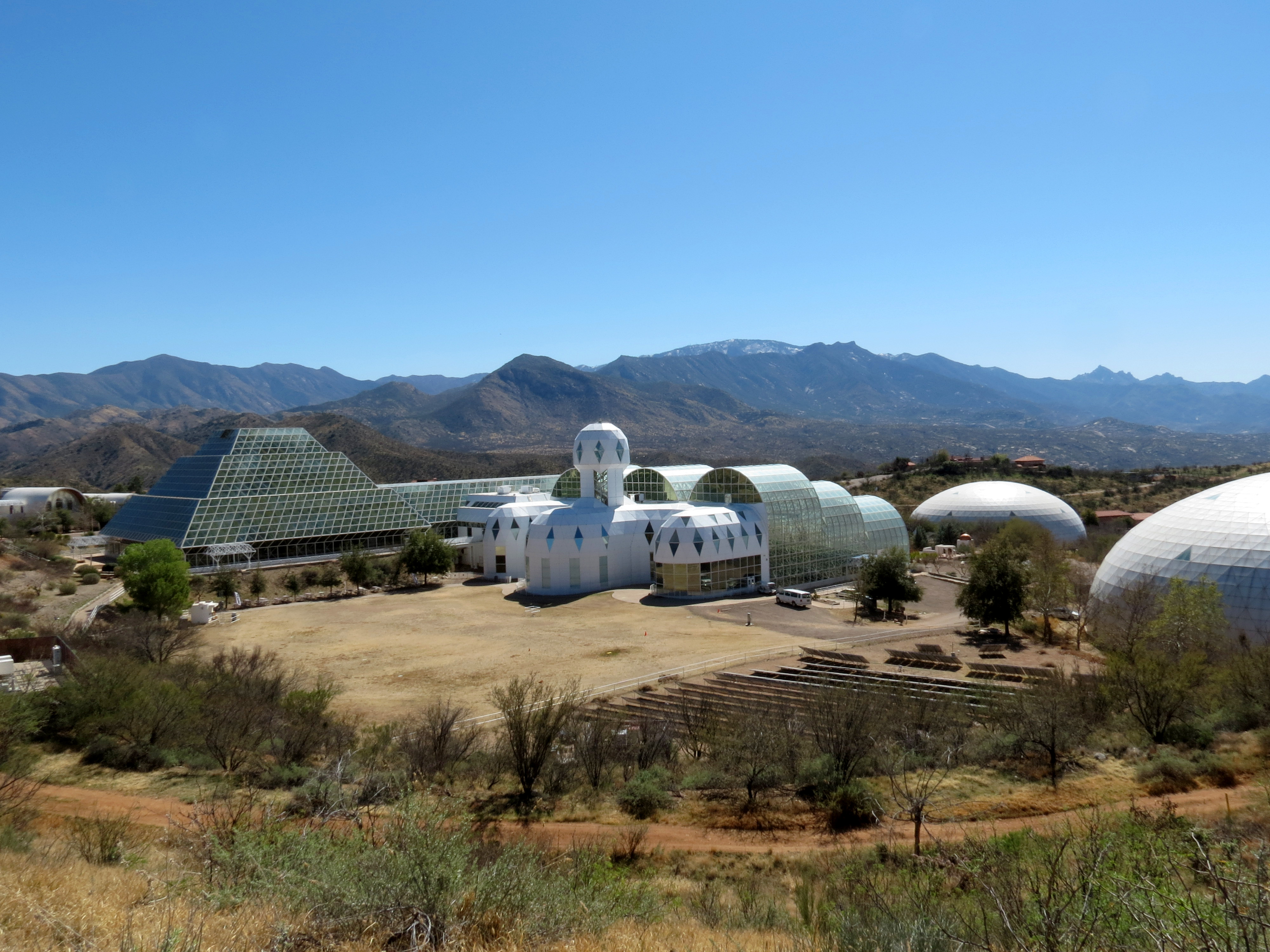
Biosphère II (États-Unis)
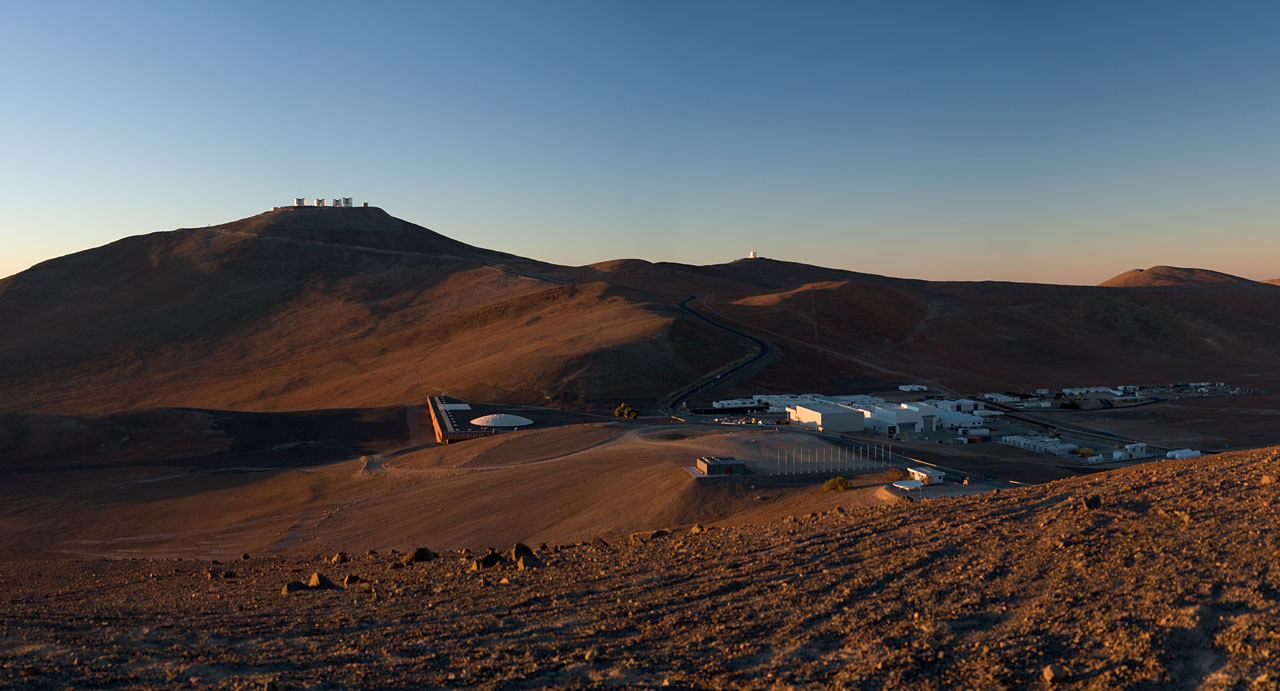
ESO Hotel (Chili)
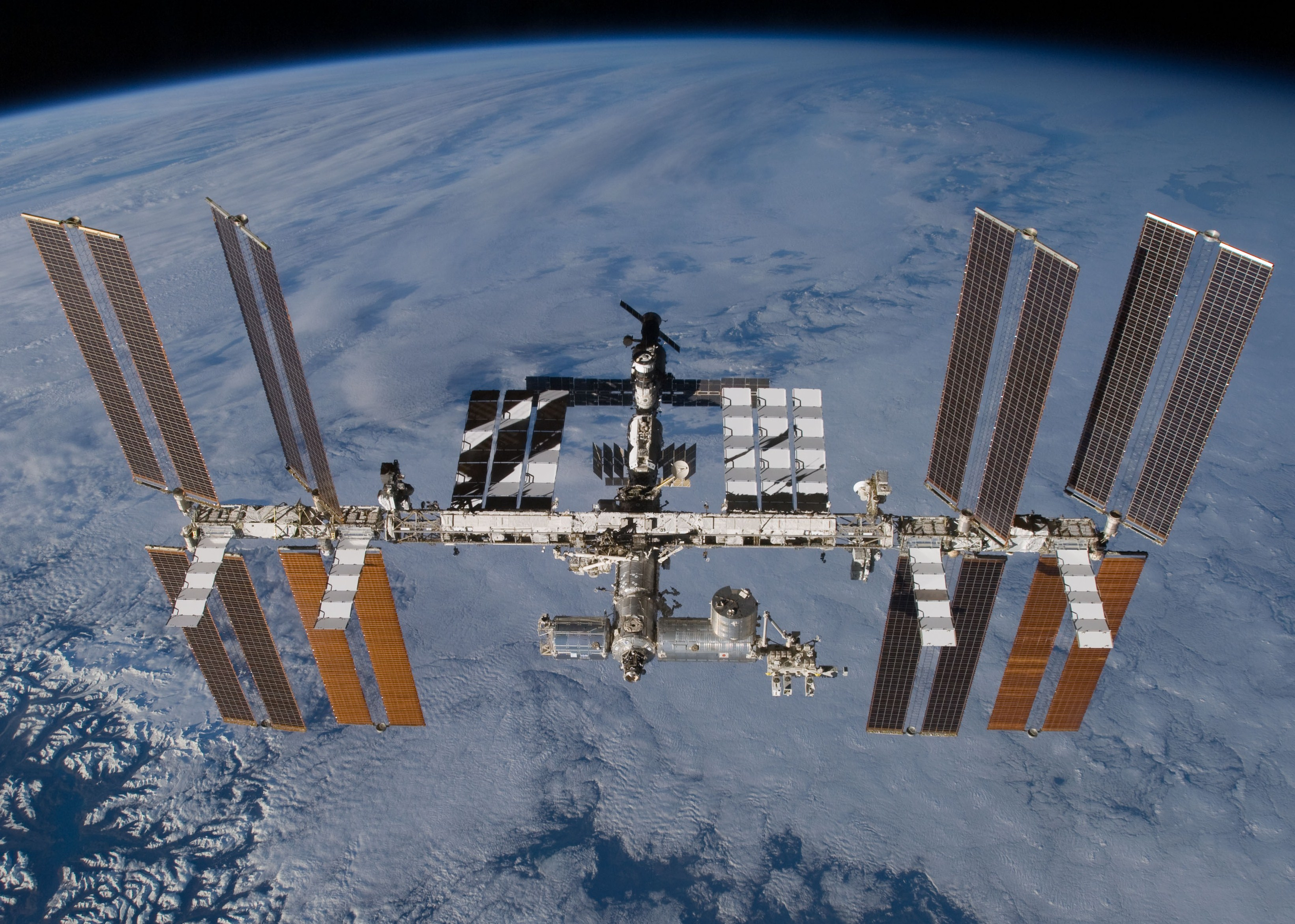
Station spatiale internationale ISS
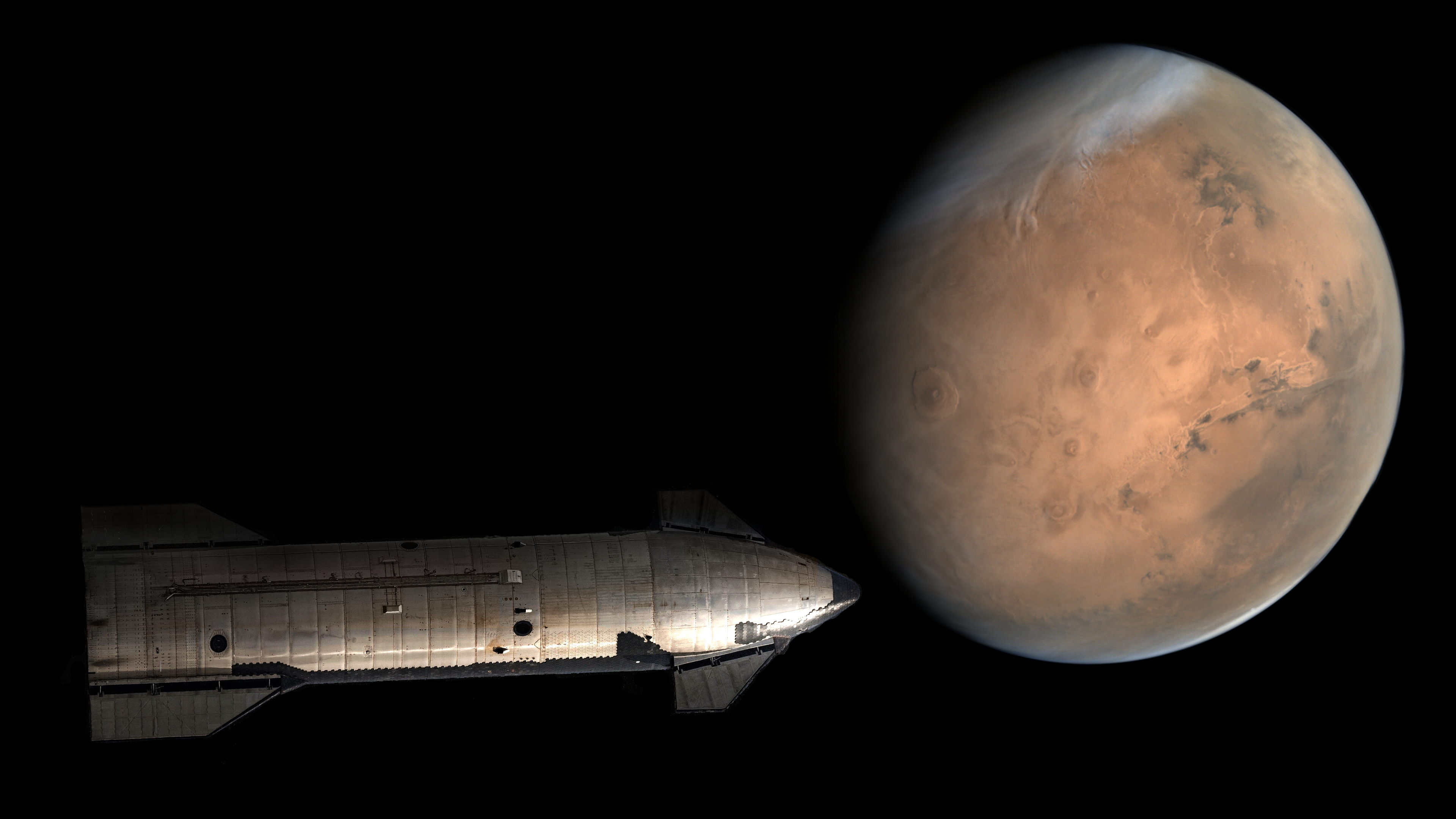
Projet de fusée Starship Cargo de SpaceX, du projet de colonisation de Mars d'Elon Musk.